# Bibliothek des Landeskirchenamtes der Evangelisch-lutherischen Landeskirche Hannovers

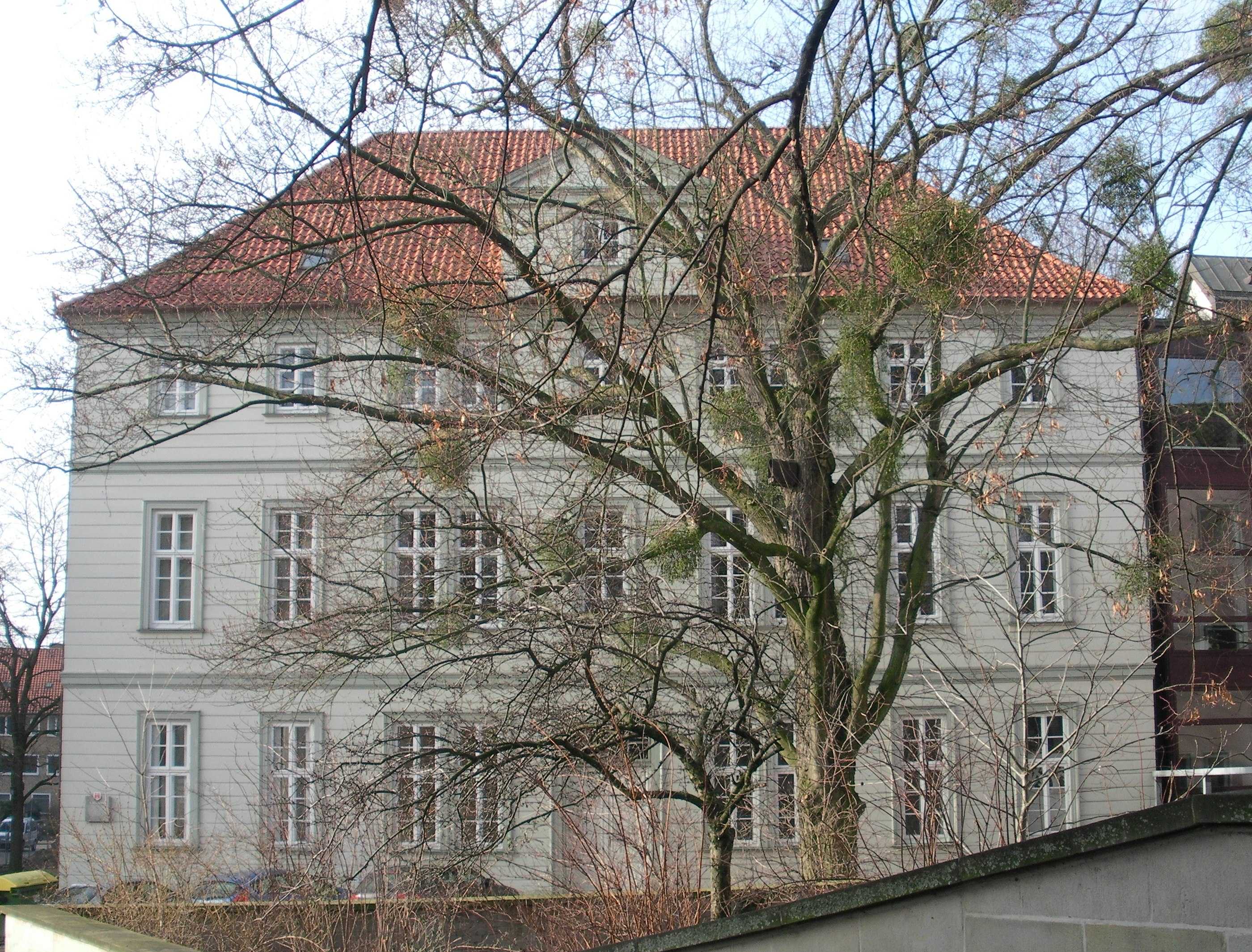
Fürstenhof, Sitz der Bibliothek

Die Bibliothek des Landeskirchenamtes Hannover ist die Bibliothek des Landeskirchenamtes Hannover und der Evangelisch-lutherischen Landeskirche Hannovers. Zusammen mit dem Landeskirchlichen Archiv bildet sie im Landeskirchenamt das Referat 14 der Abteilung 1. Sie hat ihren Sitz im Fürstenhof in der Straße Rote Reihe in Hannover. Der Bestand der Bibliothek umfasst etwa 150.000 Bände und 440 laufende Zeitschriften. Die Bibliothek ist eine Spezialbibliothek für den Bereich Theologie und Kirche.

## Geschichte
Die Bibliothek entstand aus den Büchereien des 1636 aufgelösten Konsistoriums in Hannover, des 1866 gegründeten Landeskonsistoriums Hannover und der 1885 bzw. 1903 aufgehobenen Konsistorien in Osnabrück und Stade. 1924 wurde das Landeskirchenamt Hannover gebildet und die Buchbestände zusammengeführt und im Landeskirchenamt aufgestellt. 1929 wurde eine erste Benutzerordnung erstellt und die Bibliothek für interessierte Nutzer zugängig gemacht. 1943 verbrannte ein Großteil des Bestandes bei einem Bombenangriff. Seit 1958 ist die Bibliothek im Fürstenhof Hannover untergebracht, durch einen Gang ist das Gebäude mit dem Dienstgebäude des Landeskirchenamtes verbunden. 2003 folgte eine Renovierung und Erweiterung der Bibliothek.

## Nutzung
Die Bibliothek ist öffentlich ohne Nutzungsgebühr für jeden Interessierten zugängig. Die Ausleihe funktioniert mit der gemeinsamen Benutzungskarte des Hannoverschen-Online-Bibliothekssystems (HOBSY). Die Bibliothek verfügt über ein Onlinekatalogsystem (OPAC) und einen Zettelkatalog für den Altbestand.

## Schwerpunkte der Sammlung
Die Schwerpunkte der Sammlung der Bibliothek liegen bei den Themengebieten Theologie und Kirchliche Praxis, Kirchenrecht, Kirchengeschichte und Kirchliche Kunstgeschichte. Des Weiteren sind Sondersammlungen von Bibeln, Literatur zum Kirchenkampf, Theologische Kontroversliteratur des 17. und 18. Jahrhunderts und die Bibliothek des Oberkonsistorialrats Heinrich Philipp Sextro in der Bibliothek untergebracht.